# Onthophagus yumotoi
Onthophagus yumotoi es una especie de insecto del género Onthophagus, familia Scarabaeidae, orden Coleoptera.
Fue descrita científicamente por Ochi & Kon en 2006.